# Trương Chiêu (Bắc Tống)
Trương Chiêu (chữ Hán: 张昭, 894 – 972), tự Tiềm Phu, người huyện Phạm, Bộc Châu . Ông là sử quan đã hoạt động gần trọn đời Ngũ Đại cho đến đầu đời Tống, phục vụ các chánh quyền Hậu Đường, Hậu Tấn, Hậu Hán, Hậu Chu và Bắc Tống, từng đảm nhiệm việc biên soạn Thực lục của nhiều thế hệ hoàng đế, nhưng thành tựu đáng kể nhất là Cựu Đường thư.

## Thân thế và thiếu thời
Gia đình Chiêu tự nhận là hậu duệ của Thường Sơn vương Trương Nhĩ nhà Hán, đời đời định cư ở huyện Phạm thuộc Bộc Châu. Ông nội là Trương Sở Bình, làm Thọ Trương (huyện) lệnh. Sở Bình được điều đi Trường An, gặp lúc nghĩa quân Hoàng Sào chiếm thành, không rõ kết cục ra sao. Cha của Chiêu là Trương Trực, thuở nhỏ lánh nạn ở Hà Sóc, sau khi khởi nghĩa bị dẹp, bèn lên đường tìm tung tích của cha. Bấy giờ loạn lạc khắp nơi, đường sá cách trở, Trực đi từ đất Tần sang đất Thục, vừa đi vừa ăn xin, mong tìm được tung tích của cha, trải qua 10 năm không có kết quả, bèn cử hành tang lễ, rồi cày cấy nơi bãi biển làm kế sanh nhai. Thủ lãnh quân phiệt ở Thanh Châu là Vương Sư Phạm mở học quán, mời gọi nho sĩ, mấy lần gởi thư và tiền chiêu dụ Trực, cho Trực thự làm Tân khách. Sư Phạm đầu hàng nhà Hậu Lương, Trực quay về phương bắc, lấy việc dạy Chu Dịch, Xuân Thu để mở lớp, được học trò tự xa tìm đến, người đương thời đặt hiệu là Tiêu Diêu tiên sanh.
Chiến vốn có tên là Chiêu Viễn, lên 10 tuổi có thể tụng Cổ nhạc phủ, vịnh hơn trăm thiên Sử thi; chưa trưởng thành đã đọc khắp Cửu kinh, hiểu hết nghĩa lý. Chiêu Viễn không đi lại với những người đồng trang lứa, cũng cho rằng học thuyết của Mã Dung, Trịnh Huyền không hợp với mình. Về sau Chiêu Viễn đến Tán Hoàng, theo học Trình Sanh, người này chuyên về sử học, cho rằng việc chuyên chú vào nghiên cứu yếu chỉ trong các kinh khiến học trò không nắm xưa nay, gây ra trì trệ về tư tưởng, học nhiều mà đạt được ít điều thiết yếu; còn bàn đến sự nghiệp vương bá, ngang dọc trị loạn mà không có sử thì chẳng thể nói gì. Trình Sanh đem ra hơn 10 bản giải nghĩa (Nghĩa thương các) của Hán thư và Hậu Hán thư, còn dạy cho Chiêu Viễn các sách Tuân kỷ , Quốc chí ; sau đó ông đọc hết 13 bộ sử, trong khoảng thời gian 5 – 7 năm, có thể nắm những chuyện xảy ra trong hàng ngàn năm. Gặp thời loạn, Chiêu Viễn cày cấy để nuôi gia đình.

## Sự nghiệp và thành tựu

### Khởi nghiệp
Tấn vương Lý Tồn Úc chiếm được Thiên Hùng quân của Hậu Lương, mưu sĩ ở vùng Hà Sóc phần nhiều đầu nhập quân Tấn, Chiêu Viễn nhân đó tìm đến Ngụy Châu (thủ phủ của Thiên Hùng quân), đem theo vài mươi trục văn chương, xin gặp Hưng Đường doãn Trương Hiến. Nhà Trương Hiến có nhiều sách vở, thường cùng Chiêu Viễn ăn uống trò chuyện, giảng giải những chuyện trọng yếu trong kinh sử, hận rằng gặp nhau quá muộn, lập tức cho ông thự chức Phủ thôi quan.

### Phục vụ nhà Hậu Đường
Năm Đồng Quang đầu tiên (923) nhà Hậu Đường, Chiêu Viễn được Trương Hiến tâu lên cho thụ chân trật, gia quan Giám sát Ngự sử lý hành. Trương Hiến được làm Bắc Kinh lưu thủ, Chiêu Viễn cũng theo ông ta đến Tấn Dương. Hậu Đường Trang Tông gặp nạn, Chiêu Viễn nghe tin binh sĩ ở Nghiệp ủng hộ Lý Tự Nguyên, bộ tướng của Trương Hiến là Phù Ngạn Siêu cũng tập hợp lính thú hưởng ứng. Chiêu Viễn hỏi Trương Hiến rằng: “Sao không dâng biểu khuyên ông ta lên ngôi (khuyến tiến) để làm kế giữ mình?” Hiến đáp: “Tôi vốn là thư sanh, gặp được chúa thượng, vị đến Bảo li , là cực hạn đối với kẻ áo vải. Tạm bợ cầu sống, làm sao còn mặt mũi gặp chúa ở dưới đất chứ?” Chiêu Viễn nói: “Đây là chí của người xưa đấy, ngài có thể làm được, thì chết cũng không hư nát đâu!” Cả hai khóc mà từ biệt, rồi Trương Hiến chịu chết. Người đương thời tỏ ra kính trọng việc Chiêu Viễn khuyến khích Trương Hiến giữ tiết.
Có người muốn giết Chiêu Viễn, ông nói: “Tỏ được chí mình thì không cần sống nữa, chúa nhục tôi mất thì chết không đáng hối tiếc.” Bọn họ bắt Chiêu Viễn giao cho Phù Ngạn Siêu, ông ta nói: “Thôi quan là chánh nhân, không được hại ông ấy.” Rồi ép Chiêu Viễn làm bảng vỗ về quân dân. Kết thúc binh biến, triều đình lấy Chiêu Viễn làm Bắc kinh Lưu thủ Thôi quan, gia Điện trung thị ngự sử, Nội cung phụng quan, ban lụa. Năm Thiên Thành thứ 3 (928), Chiêu Viễn được đổi làm An Nghĩa quân Tiết độ Chưởng thư ký.
Bấy giờ thực lục của Hậu Đường Thái Tổ và Hậu Đường Trang Tông chưa được soạn, triều đình giáng chiếu lấy Chánh Quốc quân Tiết độ Lư Chất, Tây Xuyên tiết độ phó sứ Hà Toản, Bí thư giám Hàn Ngạn Huy nối lại việc ghi chép; Hà Toản dâng lời rằng: “Chiêu Viễn có sử tài, từng soạn riêng Đồng Quang thực lục 12 quyển, lại nghe nói ông muốn soạn Tam Tổ chí, còn cất giữ hơn 90 thiên chế chiếu triều (Đường) Chiêu Tông ban cho Vũ Hoàng (tức Lý Khắc Dụng), xin lấy những thứ Chiêu Viễn đã soạn giao cho sử quán.” Vì thế Chiêu Viễn được bái làm Tả bổ khuyết, Sử quán tu soạn, ủy nhiệm cho ông việc biên soạn thực lục. Chiêu Viễn cho rằng Ý Tổ (Chu Da Chấp Nghi), Hiến Tổ (Lý Quốc Xương), Thái Tổ (Lý Khắc Dụng) không phải là hoàng đế, nên đưa ghi chép về họ vào Kỷ niên lục 20 quyển, lại soạn Trang Tông thực lục 30 quyển dâng lên. Chiêu Viễn được ưu chiếu khen ngợi, thăng làm Đô quan Viên ngoại lang.
Bấy giờ hoàng tử ngày càng xa xỉ, Chiêu Viễn dâng sớ can ngăn, đề nghị vài biện pháp dạy dỗ họ; Hậu Đường Minh Tông xem qua nhưng không dùng. Năm Thiên Thành thứ 4 (929), Chiêu Viễn dâng lên Vũ vương dĩ lai công thần liệt truyện 30 quyển, được giữ bản quan, làm Tri chế cáo. Minh Tông ưa săn bắn, Chiêu Viễn dâng sớ, được hoàng đế tiếp nạp.
Năm Trường Hưng thứ 2 (931), mẹ mất, Chiêu Viễn được triều đình phúng 50 xúc lụa – vải, 50 thạch lúa tẻ – mạch. Chiêu Viễn rất hiếu thảo, Minh Tông nghe tin ông giữ tang đến nỗi tiều tụy, lại ban cho tiền của. Sau khi trở lại làm việc, Chiêu Viễn được đổi làm Chức phương Viên ngoại lang, Tri chế cáo, sung làm Sử quán tu soạn. Chiêu Viễn dâng lời xin khôi phục chế độ cũ: đặt chức Quan sát sứ để xét nỗi khổ của dân, đặt chức Ngự sử để hặc kẻ có tội, yêu cầu họ mỗi tháng phải có thư can gián; Minh Tông đều nghe theo. Chiêu Viễn lại tâu xin các việc khuyến khích cày cấy và đặt kho Thường Bình.
Năm Thanh Thái đầu tiên (934) thời Hậu Đường Phế đế, Chiêu Viễn được đổi làm Giá bộ Lang trung, Tri chế cáo; Chiêu Viễn soạn Sách văn của Hoàng hậu, được thăng làm Trung thư xá nhân, ban Kim tử. Năm thứ 2 (935), Chiêu Viễn được gia chức Phán sử quán kiêm Điểm duyệt tam quán thư tịch, coi việc hiệu chánh – bổ sung. Chiêu Viễn được tham dự việc sửa Minh Tông thực lục, làm nên 30 quyển để hiến. Năm thứ 3 (936), Chiêu Viễn được thăng làm Lễ bộ thị lang, đổi làm Ngự sử trung thừa.

### Phục vụ nhà Hậu Tấn
Năm Thiên Phúc đầu tiên (936), Chiêu Viễn theo xa giá đến Biện Châu; ông đề nghị làm mới bảng tên của cung khuyết, chấn chỉnh triều cương, sắp xếp công sở cho các tư. Năm thứ 2 (937), Chiêu Viễn được đổi làm Hộ bộ thị lang, rồi được tể tướng Tang Duy Hàn tiến cử làm Hàn Lâm học sĩ. Theo lệ cũ của nội thự, vị trí được phân theo thứ tự gia nhập, không kể đến quan chức, nhưng có đặc chiếu cho Chiêu Viễn đứng ngay sau Thừa chỉ Thôi Chuyết. Hậu Tấn Cao Tổ thường ghé nội thự, cùng Chiêu Viễn nói chuyện cũ ở Tịnh, Ngụy , vô cùng kính trọng ông, ban thưởng rất hậu. Nhờ Chiêu Viễn mà cha của ông là Trương Trực được thụ chức Trứ tác tá lang để trí sĩ. Đến đây thì Trương Trực mất, Chiêu Viễn đưa tang về quê nhà, còn được ban phúng thêm nữa.
Năm thứ 5 (940), Chiêu Viễn quay lại nhận chức, được triệu làm Hộ bộ thị lang. Triều đình cho rằng bộ sử nhà Đường chưa xong, giáng chiếu cho Chiêu Viễn cùng bọn Lữ Kỳ, Thôi Chuyết tiếp nối, đặt riêng Sử viện, mệnh cho ông kiêm chức Phán viện sự. Chiêu Viễn lại soạn Đường triều quân thần chánh luận 25 quyển dâng lên; sau đó ông được đổi làm Binh bộ thị lang.
Năm thứ 8 (943) thời Hậu Tấn Xuất đế, Chiêu Viễn được thăng lên Lại bộ, Phán Đông thuyên , kiêm Sử quán Tu soạn, Phán quán sự. Năm Khai Vận thứ 2 (945), sử đời Đường hoàn thành 200 quyển, tức là Cựu Đường thư, Chiêu Viễn được gia giai Kim tử, tiến phong tước và thực ấp. Năm thứ 3 (946), Chiêu Viễn được bái làm Thượng thư hữu thừa, Phán Lưu nội thuyên, Quyền Tri cống cử.

### Phục vụ nhà Hậu Hán
Đầu đời Hậu Hán, Chiêu Viễn kiêng húy Hậu Hán Cao Tổ Lưu Tri Viễn nên giảm tên còn Chiêu, vì thế sử cũ chỉ gọi ông bằng cái tên này; Chiêu được khôi phục làm Lại bộ thị lang. Bấy giờ triều đình muốn truy tôn tổ tiên 6 đời hoàng gia, đặt ra thụy hiệu, âm nhạc, điệu múa, bèn mệnh cho Chiêu làm Quyền Phán Thái Thường khanh sự; hơn tháng sau thì ông xác định mọi thứ.
Năm Càn Hữu thứ 2 (949), Chiêu được gia chức Kiểm hiệu Lễ bộ thượng thư. Hậu Hấn Ẩn đế mới 19 tuổi, vẫn còn tính trẻ con, gần gũi tiểu nhân; Chiêu đề nghị hoàng đế vào lúc rỗi việc triều chánh, hãy triệu các nhà Nho đến giảng luận kinh nghĩa.

### Phục vụ nhà Hậu Chu
Năm Quảng Thuận đầu tiên (951) thời Hậu Chu Thái Tổ, Chiêu được bái làm Hộ bộ thượng thư. Con Chiêu là Trương Bỉnh Dương được làm Dương Địch chủ bộ, có tội; Chiêu tự nhận mình dạy con sai lầm, dâng biểu nhận lỗi, chịu giáng nhẹ (tả thiên) làm Thái tử tân khách. Hơn năm sau, Chiêu được phục chức cũ. Chiêu từng đề nghị tổ chức chế cử , đặt ra 3 khoa: Hiền lương phương chánh dám nói thẳng can ngay, Kinh học ưu (nhiều) thâm (sâu) có thể dạy dỗ, Tường (rõ) nhàn (rỗi) lại trị thành công ở giáo hóa, các tầng lớp quan lại, sĩ tử, hoàng thất và bình dân đều có thể tham gia. Các châu dựa theo thể thức Cống cử, ra đề thi luận về Tam đạo, lấy bài viết có 3000 chữ trở lên làm chuẩn, đòi hỏi cả văn chương và nội dung đều tốt, rồi gởi những thí sinh ấy lên bộ Lại, để họ tham gia hỏi đáp ngay tại buổi chầu; triều đình nghe theo.
Năm Hiển Đức đầu tiên (954) thời Hậu Chu Thế Tông, Chiêu được thăng làm Binh bộ thượng thư. Thế Tông cho rằng Chiêu là bậc đức hạnh triều trước, rất kính trọng ông. Năm thứ 2 (955), Chiêu dâng biểu xin trí sĩ, hoàng đế ưu chiếu không cho, thúc ông vào gặp. Chiêu đã phụng chiếu soạn Chế chỉ binh pháp 10 quyển, lại soạn (Hậu) Chu (Thái) Tổ thực lục 30 quyển, rồi đến thực lục của 5 triều Hậu Lương Dĩnh vương (Chu Hữu Khuê), Hậu Lương Mạt đế, Hậu Đường Mẫn đế, Hậu Đường Phế đế, Hậu Hán Ẩn đế; 2 vua Hậu Lương mất đã lâu, chuyện đều thất truyền, không thể ghi chép, còn thực lục của 3 vua Đường – Hán đều được đưa vào sử các.
Thế Tông ưa cất nhắc nhân tài, nhưng người dâng thư là bình dân trở xuống thì hầu như không được dùng; Chiêu dâng sớ can ngăn, đế khen phải. Chiêu nhận chiếu lệnh thẩm định các bộ sách Kinh điển thích văn, Cửu kinh văn tự, Chế khoa điều thức, và xét hỏi việc làm ra 6 tỷ , rồi tham gia bàn bạc về ngọc và các thứ vạc (đỉnh), nồi (phủ) dùng để cúng tế dựa trên bộ sách Tam lễ đồ. Chiêu căn cứ vào kinh mà nói, được người đương thời khen là biết rộng.
Hậu Chu Cung đế nối ngôi, Chiêu được phong Thư quốc công.

### Phục vụ nhà Bắc Tống
Đầu đời Bắc Tống, Chiêu được bái làm Lại bộ thượng thư. Dịp tế Giao năm Càn Đức đầu tiên (963), Chiêu được làm Lỗ bộ sứ, tâu xin khôi phục chế độ đêm canh ngày phòng của cửa cung (khuyết), cửa miếu, đàn Giao. Lễ xong, Chiêu được tiến phong Trịnh quốc công, cùng Hàn Lâm thừa chỉ Đào Cốc coi việc tuyển chọn quan lại. Đào Cốc từng tâu lời xằng bậy, dẫn Chiêu làm chứng, nên ông cởi mũ tranh cãi. Tống Thái Tổ không nói, Chiêu bèn dâng chương cáo lão, sau 3 lần thì được giữ bản quan để trí sĩ, đổi phong Trần quốc công.
Chiêu học rộng biết nhiều, chẳng sách nào không đọc qua, còn rành cả thiên văn, phong giác , Thái nhất , bốc tướng , binh pháp, học thuyết Phật – Lão, cất giữ mấy vạn quyển sách. Chiêu cũng rất thích biên soạn sách, vào các đời Hậu Đường, Hậu Tấn và Bắc Tống, ông đều được đảm nhiệm các chức vụ liên quan đến công việc này. Khi Bắc Tống diệt Nam Hán, sắp hiến tù binh, nhưng chẳng ai biết lễ tiết, nên Tống Thái Tổ sai cận thần đến nhà ông hỏi thăm. Chiêu đang nằm bệnh, đành truyền miệng cho sứ giả.
Năm Khai Bảo thứ 5 (972), Chiêu mất, hưởng thọ 79 tuổi. Ngoài các bộ sách đã dâng lên triều đình, Chiêu còn trước tác Gia thiện tập 50 quyển, Danh thần sự tích 5 quyển.

## Hậu nhân
Sử cũ không nói rõ Chiêu có bao nhiêu con trai:
- Trương Bỉnh Dương được làm Dương Địch chủ bộ, có tội, khiến cha phải dâng biểu nhận lỗi không biết dạy con.
- Trương Bỉnh Đồ đỗ tiến sĩ.
- Trương Bỉnh Khiêm được làm đến Thượng thư lang.